# Maribel Guardiola Savall
Maria Isabel Guardiola Savall (Bolulla, la Marina Baixa, 1973) és una filòloga valenciana, professora a la Universitat d'Alacant. Ha estat acadèmica de l'Acadèmia Valenciana de la Llengua des de 2017 i fins al 2021. És especialista en lexicografia històrica, la terminologia i la neologia, l'onomàstica, la lingüística de corpus i la traducció automàtica. És membre de l'Institut d'Estudis Catalans des de 2021.

## Biografia
Llicenciada en Filologia Valenciana el 1996 i en Filologia Hispànica l'any 2000, s'especialitza en de matèries relacionades amb la lexicografia sincrònica i diacrònica.
Ha treballat en diverses universitats de la catalanofonia, com la Universitat Pompeu Fabra, la Universitat Rovira i Virgili i la Universitat Oberta de Catalunya. També és membre i ha fet classe en cursos promocionats per l'Institut Interuniversitari de Filologia Valenciana. Es va doctorar l'any 2004. Des del 2011 és professora titular del Departament de Filologia Catalana de la Universitat d'Alacant.
Fou elegida acadèmica pel Ple de l'AVL del 21 de juliol del 2017 i en va prendre possessió el 18 d'octubre de 2017. Conclogué el seu mandat el juny de 2021.

## Publicacions
Ha participat en projectes d'investigació sobre lingüística diacrònica, (lexicografia), l'antroponímia, la cultura popular i la dialectologia i la lingüística computacional (traducció automàtica), coautorant diversos articles. També ha col·laborat en l'elaboració de diversos diccionaris escolars (primària, secundària i batxillerat) en diversos llibres adreçats a l'ensenyament de la primària.

## Premis i reconeixements
Ha rebut els següents premis per la seua tasca investigadora:
- Premi Extraordinari de Llicenciatura en Filologia Hispànica orientació Filologia Valenciana per la Universitat d'Alacant.
- Premi Maria Ibars a la Renovació Pedagògica de l'Excma. Diputació d'Alacant (amb M. Àngels Diéguez), pel treball Coneixement, ús i actituds sociolingüístiques en secundària.